# رفعت الفناجیلی
رفعت الفناجیلی (عربی: رفعت الفناجيلي؛ ۱ مهٔ ۱۹۳۶ – ۲۳ ژوئن ۲۰۰۴) یک ورزشکار اهل مصر بود.
از باشگاه‌هایی که در آن بازی کرده‌است می‌توان به باشگاه ورزشی الاهلی مصر و تیم ملی فوتبال مصر اشاره کرد.
وی همچنین در تیم ملی فوتبال مصر بازی کرده است.